# Кастамону
Кастамону (тур. Kastamonu) је град у Турској у вилајету Кастамону. Према процени из 2009. у граду је живело 81.310 становника.

## Становништво
Према процени, у граду је 2009. живело 81.310 становника.
| 1990.  | 2000.  |
| ------ | ------ |
| 51.560 | 64.606 |